# 胡順華
胡順華（1521年—？），字賓南，號龍崗，湖廣澧州守禦千戶所軍籍，常德府武陵縣人，明朝政治人物。

## 生平
嘉靖三十一年壬子科（1552年）湖廣鄉試第八十七名舉人。嘉靖三十五年（1556年）中式丙辰科會試第一百三十六名，三甲第一百二十名進士。吏部观政，授直隶兴化县知县，三十九年升南京兵部主事，历升员外，四十二年升江西佥事，四十四年升參議，四十五年致仕。

## 家族
曾祖胡志，知縣；祖父胡翊；父胡繪，母史氏。兄顺明、弟顺文、順周（生员）、顺德。